# Église de la Nativité de Magadan
Pour les articles homonymes, voir Église de la Nativité.
L'église de la Nativité est une église catholique située à Magadan, dans l'Extrême-Orient russe.

## Histoire
C'est en 1991 que l'évêque catholique d'Anchorage en Alaska aide la petite communauté catholique de Magadan, qui se réunissait pour prier dans un appartement, à construire une église. Ses membres sont souvent les descendants d'anciens relégués en exil à Magadan et d'anciens prisonniers des camps de la région de Kolyma. Le curé américain de la communauté, le P. Shields, gagne un procès en 1997, après avoir été menacé d'expulsion.
L'église est construite grâce à des donations de 2001 à 2002 et achevée juste à temps pour la célébration de la messe de Noël. Elle est consacrée par Mgr Cyrille Klimowicz, évêque d'Irkoutsk, en 2004.
L'église est aussi un lieu de prières pour les nouveaux martyrs de Russie et spécialement les martyrs de la Kolyma, victimes de l'époque stalinienne. La paroisse s'occupe aussi de réinsertions d'alcooliques et a une mission dans le bourg d'Ola à 35 km, où elle prend en charge des populations déshéritées, ainsi qu'à Sokol, près de l'aéroport. La paroisse est aidée par des religieuses de la Charité de Saint-Vincent-de-Paul.

## Sources
- (en) Cet article est partiellement ou en totalité issu de l’article de Wikipédia en anglais intitulé « Church of the Nativity (Magadan) » (voir la liste des auteurs).